# Henry Cele
Henry Cele (Aussprache [hɛnˈri ˈǀɛ:le]; * 30. Januar 1949 in Durban; † 2. November 2007 ebenda) war ein südafrikanischer Schauspieler und früherer Fußballspieler. Internationale Bekanntheit erlangte er mit der Titelrolle der Fernsehserie Shaka Zulu aus dem Jahre 1986.

## Leben und Laufbahn
Seine erste Laufbahn hatte ihren Höhepunkt in den 1970er Jahren. Cele war damals erfolgreicher Profifußballer. Als Torwart macht er durch seine enorme Beweglichkeit auf sich aufmerksam, die ihm den Spitznamen „Black Cat“ einbrachte. Nach Beendigung seiner sportlichen Laufbahn wechselte er in die Schauspielerei, arbeitete jedoch bis zu seinem Tod weiterhin als Fußballtrainer.
Henry Cele spielte Hauptrollen in einer Reihe südafrikanischer Spiel- und Fernsehfilme und stand wiederholt auf der Theaterbühne. Seinen Durchbruch hatte Cele 1986, als er durch seine Darstellung des Zulu-Königs Shaka in der von der South African Broadcasting Corporation (SABC) koproduzierten Fernsehserie Shaka Zulu internationale Bekanntheit erlangte. In Deutschland war diese Serie seinerzeit im ZDF zu sehen. Die Rolle des Shaka Zulu hatte Cele vorher bereits in einer Bühnenproduktion verkörpert. Im Jahr 2001 spielte er diese erneut in dem Fernsehfilm Shaka Zulu: The Citadel. Weitere Film-Produktionen, in denen Cele mitgewirkt hat, waren u. a. Jenseits der Dunkelheit und Der letzte Samurai, beide aus dem Jahr 1990, oder auch der 1996 produzierte Film Der Geist und die Dunkelheit. Nachdem seine Filmkarriere beendet schien, kehrte er nach KwaMashu zurück, wo er bereits zuvor gelebt hatte.
Cele starb nach einem zweiwöchigen Krankenhausaufenthalt im Alter von 58 Jahren an einer schweren Infektion. Er hinterließ seine Frau Jenny Hollander sowie vier Söhne aus einer früheren Ehe.

## Filmografie (Auswahl)
- 1986: Shaka Zulu, Fernsehserie
- 1987: Guerilla Force (Rage to Kill)
- 1988: Hold My Hand I’m Dying
- 1988: Freedom Fighters – Söldner der Freiheit (Mercanary Fighters)
- 1990: Jenseits der Dunkelheit (Schweitzer)
- 1990: Mörderische Hitze (The Rutanga Tapes)
- 1990: Der letzte Samurai (The Last Samurai)
- 1990: In the Name of Blood
- 1991: Blood Sacrifice (Curse III: Blood Sacrifice)
- 1993: Das Geheimnis der spanischen Rose (Point of Impact)
- 1996: Der Geist und die Dunkelheit (The Ghost and the Darkness)
- 2001: Shaka Zulu: The Citadel, Fernsehfilm

## Auszeichnungen
Henry Cele wurde 2006 in Johannesburg mit dem Golden Plumes Award der SABC ausgezeichnet.